# Chrysemosa
Genre
Chrysemosa est un genre d'insectes de la famille des chrysopidés, ordre des névroptères. 

## Liste d'espèces
Selon Catalogue of Life (13 juin 2020) :
- Chrysemosa andresi (Navás, 1915)
- Chrysemosa commixta (Tjeder, 1966)
- Chrysemosa jeanneli (Navás, 1914)
- Chrysemosa laristana (Hölzel, 1982)
- Chrysemosa mosconica (Navás, 1931)
- Chrysemosa parva (Tjeder, 1966)
- Chrysemosa piresi (Hölzel & Ohm, 1982)
- Chrysemosa senegalensis Hölzel & al., 1994
- Chrysemosa sodomensis (Hölzel, 1982)
- Chrysemosa stigmata (Navás, 1936)
- Chrysemosa umbralis (Navás, 1933)